# Den Jyske Opera
Den Jyske Opera i Århus på Jylland är Danmarks Turnerande Nationalopera, grundad år 1947, med hemmascen i Musikens Hus i Århus.
Den Jyske Opera grundades av Danska Staten i landets näst största stad Århus år 1947 och är jämte Det Kongelige Teater i Köpenhamn Danmarks Nationalopera med särskilt uppdrag att turnera och sprida operakonsten över hela landet. Man producerar årligen ett flertal verk, såväl klassiska som moderna för alla åldrar och har ett drygt 60-tal anställda i dess bas i Musikens Hus i Århus. Operan samarbetar med Århus Symfoniorkester och andra orkestrar runt om i Danmark och finansieras av staten samt lokalt. 
Operans chef sedan år 2012 är den irländsk-brittiska regissören Annilese Miskimmon.